# Původní recept KFC

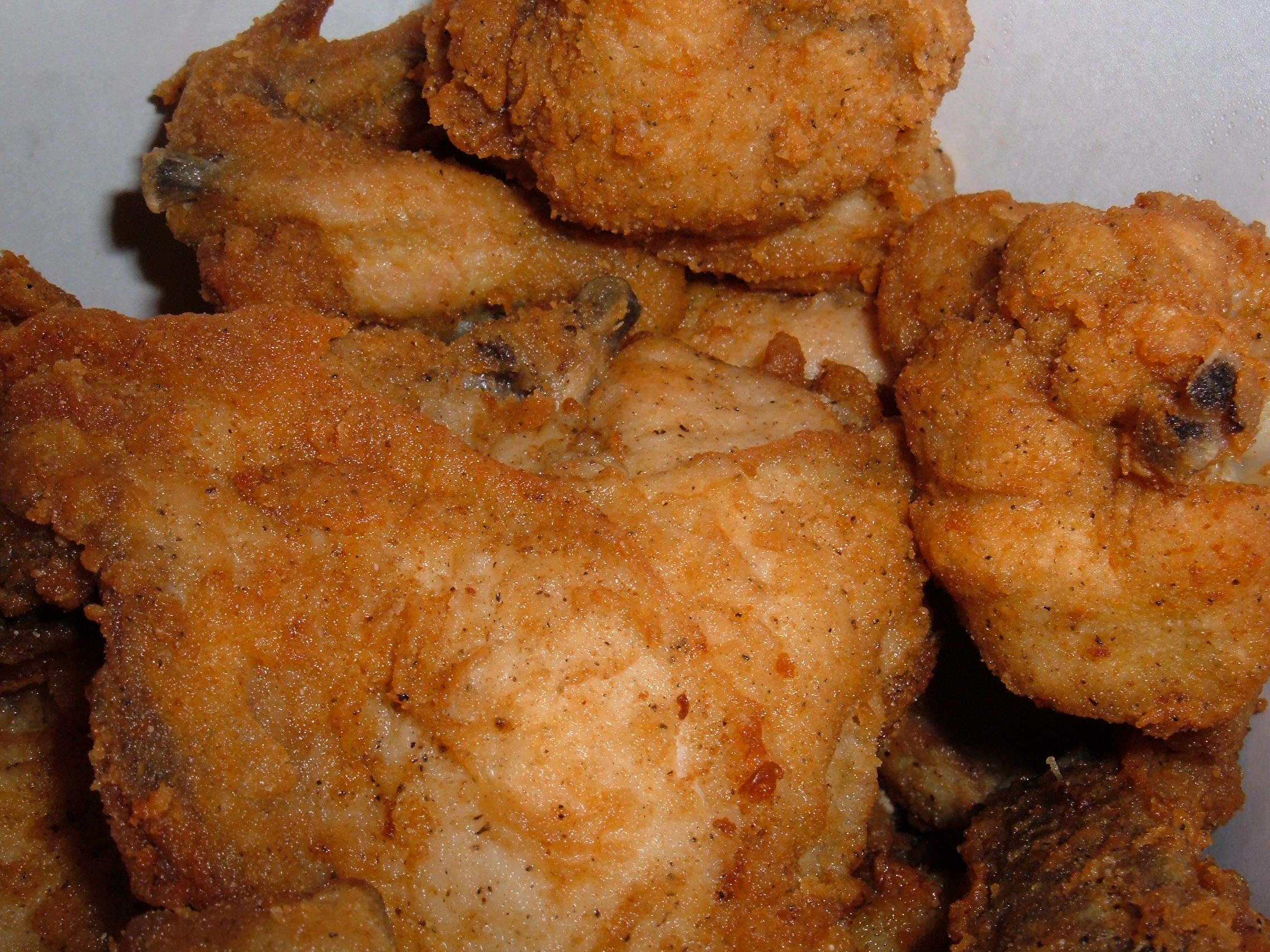
Kuře připravené podle původního receptu

Původní recept KFC (anglicky KFC Original Recipe) nebo též původní recept plukovníka Sanderse (anglicky Colonel Sanders' Original Recipe) je tajná směs bylin a koření, kterou používá řetězec KFC k přípravě svých kuřecích produktů. Jeho složení je velice přísně střeženo a jde o jeden z nejznámějších případů gastronomického tajemství.

## Historie
Tento recept byl vyvinut Harlandem Sandersem v roce 1939 nebo 1940. Skládá se z 11 bylin a koření, jejichž seznam a poměr, v jakém se mají mísit, je důsledně uchováván v tajnosti. Originální papír s receptem a Sandersovým podpisem je uložen v trezoru v sídle vedení společnosti v Louisville v Kentucky. Spolu s ním je v trezoru 11 zapečetěných lahviček, z nichž každá obsahuje jednu ingredienci. Přístup k němu mají jen dva lidé. V zájmu zachování tajemství pak firma nechává úmyslně vyrábět kombinaci bylin a koření u dvou různých společností, a to Griffith Laboratories a McCormick & Company, z nichž každá vyrábí jen polovinu. Poté co Griffith připraví svou část, je tato odeslána do McCormick, a následně speciálně vytvořený počítačový systém obě části smíchá dohromady.
V roce 1983 prováděl William Poundstone laboratorní výzkum směsi a přišel s výsledkem, že vzorek, který zkoumal, obsahoval pouze mouku, sůl, glutamát sodný a černý pepř.

### Ledingtonův recept
V srpnu 2016 noviny Chicago Tribune uvedly, že Sandersův vzdálený příbuzný Joe Ledington našel kopii původního receptu na ručně psaném kousku papíru v obálce vložené v zápisníku. Podle tohoto receptu se má kuřecí maso obalit ve směsi, která se skládá ze dvou hrnků mouky a:
- 2/3 lžíce soli,
- 1 lžíce mletého černého pepře,
- ½ lžíce sušeného tymiánu,
- ½ lžíce sušené bazalky,
- 1/3 lžíce oregana,
- 1 lžíce celerové soli,
- 1 lžíce sušené hořčice,
- 4 lžíce mleté papriky,
- 1 lžíce česnekové soli,
- 1 lžíce mletého zázvoru a
- 3 lžíce bílého pepře.

Novináři provedli několik testů tohoto receptu. Zprvu nebylo jasné, zda zkratka „Ts“ znamená polévkové lžíce (anglicky Tablespoon) nebo čajové lžičky (anglicky Teaspoon). Experimentálně bylo zjištěno, že při použití čajových lžiček je po smísení s dvěma hrnky mouky chuť výsledného produktu příliš slabá, a Ts tak zřejmě znamená polévkovou lžíci. V rámci experimentu bylo dále zjištěno, že pokud se kuře namočí v podmáslí, poté obalí ve směsi a poté osmaží v tlakové fritéze při teplotě oleje 177 °C, je chuť nerozeznatelná od produktů KFC.